# Botija de mi país (álbum)
Botija de mi país es un disco grabado por Rubén Rada y Eduardo Mateo durante los meses finales de 1985 y principios de 1986, y editado en 1987.

## Historia
Eduardo Mateo y Rubén Rada habían tocado juntos y compuesto música durante la década de los sesenta, siendo dos figuras fundacionales en la gestación del candombe beat, una de las corrientes principales de la música uruguaya a partir de los años sesenta.
De acuerdo al libro Razones Locas de Guilherme de Alencar Pinto, Rada le propuso a Mateo grabar un disco juntos. Pero la grabación se complicó porque Rada vivía en Buenos Aires y el disco lo grababan en el estudio de Sondor en Montevideo. El proceso de grabación duró aproximadamente tres meses. El trabajo de Mateo parece haber sido un poco improvisado, escribiendo las canciones en el bar de la esquina de su casa.
La mayoría de las veces grabaron separados y después las tomas eran mezcladas. Pese a ello y a que los dos músicos no grababan juntos desde la época de El Kinto, según Rada el entendimiento entre ambos seguía intacto.
El disco demoró en editarse porque Rada y Mateo querían mezclarlo juntos, pero nunca coincidían. Personal del estudio y Mateo, terminaron por mezclarlo en julio de 1987.
Rada no quedó conforme con la mezcla de la canción “Piel de zorro”. Al tiempo de publicado el libro Razones Locas, Rada no sabía que Mateo era quien había bajado el volumen de su voz en “Piel de zorro”, porque la letra era crítica con una persona (la novia de un bajista de otros tiempos) y Mateo prefería cosas buenas en su música. Rada grabó otra versión de "Piel de zorro" en su disco Siete vidas (1987) y volvería a grabar la canción para el álbum Amoroso Pop (2013).
El disco abre con el “pavo real”, que es como Rada denomina a los sonidos guturales que imitan al ave galliforme, y que constituye una de sus prácticas vocales más reconocibles. En una entrevista para TV Ciudad, Rada contó que el “pavo real” lo sacó de una intervención del músico y vocalista de jazz Leon Thomas en el disco Gula Matari (1970) de Quincy Jones. (Aunque Leon Thomas no figura en los créditos de ese disco, donde tampoco se escucha el "pavo real". Pero Leon Thomas sí fue un vocalista que frecuentemente hacía el "pavo real" desde su primer disco Spirits Known and Unknown de 1969.) (Dean Bowman, primer vocalista de Screaming Headless Torsos, también realiza el “pavo real" en varios temas del disco 1995 de 1995.)
El “pavo real” funciona como introducción para “Botija de mi país”, tema de Rada que da nombre al disco, y que se convertiría en una canción clásica de la música uruguaya. “Botija de mi país” ha sido versionada varias veces por Rada (forma parte del disco Opa en vivo de 1988), y también por otros artistas, como Fernando Cabrera en Canciones propias (2010) y Leo Maslíah con La Orquestita (2011).
“Mirándome” es una canción que Mateo compuso para la hija menor de su pareja de entonces.
En Botija de mi país no hay canciones compuestas por los dos músicos en coautoría. Además, de acuerdo a la información impresa en el disco, en "Palo Bembé", “Mirándome” y “‘Pizza’ para mañana” no interviene Rada, y en “La cebolla” no interviene Mateo.
Algunos músicos que acompañaron en la grabación, como Urbano Moraes y Roberto Galletti, eran viejos compañeros de Mateo y Rada en distintas agrupaciones precedentes, mientras que Ricardo Nolé y Ricardo Lew venían trabajando con Rada desde el disco En Familia (1983), y Osvaldo Fattoruso había tocado con Rada ya en Los Hot Blowers y los inicios de Los Shakers y con Mateo en Cuerpo y alma (1984).
“Botija de mi país” y “Para hacer la conga” fueron incluidas en Lo mejor de Rada, primer compilado de Rada editado por Sondor en 1988. “Botija de mi país”, “La cebolla” y “Llamada” fueron incluidas en el compilado Lo mejor de Rada de 1993, que Sondor editó en CD (con diferente selección de temas que el de 1988, y reeditado en Argentina en 2007). Y para Lo mejor de Rada vol. 2, de 1997, Sondor seleccionó la versión de “Piel de zorro” grabada con Mateo y “Para hacer la conga”.
Nuevas versiones de “La cebolla” y “Llamada” fueron incluidas en el álbum de Rada Montevideo dos (1999), donde también aparece otra versión de “Botija de mi país”.
El disco Botija de mi país fue reeditado en Uruguay en CD, en 1998, por el sello Sondor, en una edición que no incluye notas adicionales, solo informa los músicos que tocaron en cada tema, y con un librillo de tapa cuyas dos páginas interiores están en blanco. En 2012, el sello japonés Beans Records editó en Japón una versión remasterizada del disco en CD. En 2020 Little Butterfly Records lo reeditó en vinilo con diferente arte de tapa, y en dos versiones, una con el vinilo negro y otra de color.

## Lista de temas
Lado A
1. Botija de mi país (Ruben Rada) Canta: Rada, guitarra: Mateo, percusión: Rada / Lobo Nuñez / Manuel Silva
2. Para hacer la conga (Eduardo Mateo) Cantan: Mateo-Rada, guitarra acústica: Mateo, percusión: Rada-Mateo, bajo: Urbano
3. Palo Bembé (Eduardo Mateo) Cantan: Mateo-Urbano, bajo: Urbano, guitarra y percusión: Mateo
4. Mirándome (Eduardo Mateo) Canta: Mateo, percusión y guitarra: Mateo
5. La cebolla (Ruben Rada) Canta: Rada, percusión: Rada

Lado B
1. Piel de zorro (Ruben Rada) Canta: Rada, batería: Galletti, guitarra eléctrica: Ricardo Lew, bajo: Urbano, percusión: Rada, guitarra acústica: Mateo
2. Llamada (Ruben Rada) Canta: Rada, guitarra: Mateo, percusión: Rada, Fernando "Lobo" Nuñez, Silva (chico)
3. El Tordo (Eduardo Mateo) Cantan: Mateo-Rada, guitarra: Mateo, percusión: Rada y Mateo
4. "'Pizza' para la mañana" (Eduardo Mateo) Cantan: Mateo-Urbano, guitarra: Mateo, piano y teclados Korg: Ricardo Nolé, batería Osvaldo Fattoruso, bajo Urbano